# Каза дел Дјаволо (Перуђа)
Каза дел Дјаволо је насеље у Италији у округу Перуђа, региону Умбрија.
Према процени из 2011. у насељу је живело 1332 становника. Насеље се налази на надморској висини од 237 м.